# Maksymilian Kubacki
Maksymilian Kubacki (ur. 20 lipca 1908 w Budzyniu, zm. 25 lutego 1984 w Ostródzie) – polski nauczyciel, muzyk, dyrygent chórów i orkiestr, społecznik.

## Dzieciństwo
Urodził się 20 lipca 1908 w Budzyniu, w powiecie chodzieskim w Wielkopolsce. Ojciec Jakub Kubacki, mistrz fryzjerski, był urzędnikiem miejskim. Matka Joanna z Paulów była dentystką. Maksymilian był piątym, najmłodszym dzieckiem. Rodzina początkowo mieszkała w Budzyniu przy ul. Rogozińskiej w domu dziadków – rodziców ojca.
W 1912 ojciec kupił wygodny, duży dom w centrum Budzynia, przy ulicy Lipowej 4, tuż obok katolickiego kościoła pod wezwaniem św. Barbary.
Maksymilian wychowany w atmosferze umiłowania muzyki i literatury od dzieciństwa uczestniczył w organizowanych w domu spotkaniach muzycznych. Bliskość kościoła powodowała, że po mszach, do domu Kubackich schodzili się mieszkańcy miasteczka na wspólne śpiewy i dyskusje. Zebrani goście śpiewali, matka przygrywała na cytrze, a siostra Truda śpiewała sopranem partie solowe nie tylko w domu, ale również w kościele. Śpiewano zarówno po polsku, głównie z popularnego wówczas śpiewnika „Pieśni i pioseneczki” opracowanego i wydanego przez nauczyciela poznańskiego – Teofila Klonowskiego, jak i po niemiecku.
Mały Maksymilian od najmłodszych lat przejawiał uzdolnienia muzyczne. Kochał skrzypce, bo uważał, że tylko one mają duszę. Odpowiadały jego naturze, bo sam był człowiekiem niezwykle delikatnym, wrażliwym o wysokiej kulturze osobistej.

## Lata szkolne
W 1914, w wieku 6 lat, zaczął uczęszczać do szkoły ludowej w Budzyniu. Na ziemiach zaboru pruskiego już od 1867 okólniki rejencyjne wprowadziły naukę języka niemieckiego, a od 1876 język niemiecki stał się językiem wykładowym. Zarządzenie to nakazywało również śpiewanie pieśni kościelnych w języku niemieckim. Język niemiecki nie stanowił dla Maksymiliana trudności, gdyż w domu mówiono dwoma językami. Był dobrym uczniem. Kochał muzykę, a w szkołach, mimo bezwzględnych tendencji germanizacyjnych, widać było wielką dbałość w nauczaniu przedmiotu zwanego śpiewem. Program przewidywał już w młodszych klasach naukę solfeżu, emisję głosu oraz grę na instrumencie. Maksymilian bez trudu przyswoił wymagane w szkole umiejętności, a obdarzony dobrym słuchem opanował także tajniki gry na skrzypcach i innych instrumentach. Pierwsze skrzypce dostał w wieku 11 lat od starszego brata Oswalda.
W 1919, w czasie Powstania Wielkopolskiego, najstarszy brat Maksymiliana, Bruno, włączył się do walki o wyzwolenie Budzynia. Miasto Budzyń wraz z całą Wielkopolską powróciło do macierzy. Maksymilian już w wolnej Polsce zorganizował swój pierwszy zespół muzyczny, w którym chłopcy grali na fletach bocznych i małych bębenkach. Uczniowie przygrywali do marszu na lekcjach gimnastyki, na wycieczkach i defiladach organizowanych przez szkołę.
Po ukończeniu szkoły powszechnej rozpoczął naukę w szkole średniej tj. do Państwowym Seminarium Nauczycielskim Męskim w Rogoźnie Wielkopolskim. W tym powstałym w XII wieku mieście, siedzibie kasztelanii, obok jednego z najstarszych liceów w Wielkopolsce, w 1905 powstał okazały budynek, do dziś największy w mieście, w którym mieściło się Seminarium Nauczycielskie. Program nauczania muzyki i śpiewu w seminariach nauczycielskich, opracowany przez ministerialną komisję w początkowych latach niepodległości był ambitny i obszerny. Obejmował ćwiczenia intonacyjne, rytmiczne, pamięciowe, różne rodzaje dyktand, wiadomości z harmonii, form i literatury muzycznej.
W okresie nauki w Seminarium Nauczycielskim, Maksymilian Kubacki zorganizował seminaryjną orkiestrę kameralną. Zespół ten cieszył się popularnością nie tylko w Seminarium, ale uświetniał także różne uroczystości miejskie.
W 1927 ukończył Seminarium Nauczycielskie w Rogożnie
Maksymilian sam chętnie śpiewał i był członkiem chóru mieszanego w Budzyniu w latach 1927–1929.
Pracę zawodową rozpoczął w Mościejewie w powiecie międzychodzkim. Był jedynym nauczycielem we wsi. Prowadził dwa oddziały: dla dzieci młodszych i starszych. Klasy były bardzo liczne. W jednej izbie uczył dzieci z różnych klas i roczników. Będąc młodym nauczycielem, zyskał sympatię właściciela wsi i żył w dobrych warunkach m.in. korzystał z obiadów na dworze Konstantego Chłapowskiego.
Oprócz pracy zawodowej angażował się społecznie. W pobliskim Lutomiu był współzałożycielem i dyrygentem zespołu muzycznego, składającego się z nauczycieli pracujących w okolicznych szkołach.
Równocześnie rozpoczął studia w Wielkopolskiej Szkole Muzycznej w Poznaniu, mieszczącej się przy ul. Ratajczaka 36. Nauka była płatna, a dojazd uciążliwy (70 km w jedną stronę rowerem). Szkołę ukończył w 1930.

## Nauczyciel szkół w Poznaniu
W 1929 Kuratorium Okręgu Szkolnego, doceniając zaangażowanie młodego nauczyciela, przeniosło go, na jego prośbę, na stanowisko nauczyciela do Poznania. Pracę podjął w Szkole Powszechnej nr 20 na Starołęce. Tutaj miał pierwszych uczniów rozmiłowanych w muzyce m.in. Stefana Stuligrosza. Był jego wychowawcą i prywatnym nauczycielem gry na skrzypcach.
Pełniąc obowiązki nauczyciela w szkole nr 20 w Poznaniu, kontynuował studia muzyczne w Państwowym Konserwatorium Muzycznym (na wydziale nauczycielskim), ze specjalizacją gry na skrzypcach. Studia ukończył w 1933 z prawem nauczania śpiewu i muzyki w szkołach średnich i seminariach nauczycielskich.
W okresie pełnienia obowiązków nauczyciela w Poznaniu złożył egzamin kwalifikacyjny na nauczyciela Szkoły Podstawowej.
W pracy szkolnej, oprócz śpiewu prowadził zawsze szkolne chóry i zespoły muzyczne. Następnie przeniósł się do pracy do szkoły powszechnej na Dębcu. Prowadził klasy, uczył muzyki i religii. Pracował w szkole do wybuchu wojny. Ostatnie dni przed wojną pakował akta personalne poznańskich nauczycieli, by nie znalazły się w rękach Niemców.
Społecznie pełnił funkcję zastępcy dyrygenta chóru mieszanego „Lutnia” (I kategorii) w Poznaniu–Dębcu, w dzielnicy, w której pracował zawodowo. Pracując w chórze zdobył doświadczenie i szlify dyrygenta.

## Małżeństwo i rodzina
W 1936 ożenił się z 20-letnią Marią Grupińską, córką organizatora Powstania Wielkopolskiego w Czarnkowie, kupca i wiceburmistrza miasta Czarnkowa. Ślub odbył się w Czarnkowie. Po ślubie z żoną zamieszkał przy ul. Malinowej w Poznaniu. W 1939 na świat przyszła córka Bogumiła, w 1943 Jadwiga-Iwona.
Wojna zniszczyła szkolnictwo poznańskie. Po zajęciu przez Niemców Poznania, skonfiskowano wyposażenie szkół i uczelni, zrabowano instrumenty i biblioteki, a nauczycieli wywożono do obozów bądź wysiedlano z Wielkopolski do Generalnego Gubernatorstwa. Zamknięto Konserwatorium Muzyczne, tworząc w nim Urząd Powierniczy – Wschód. Niemcy zorganizowali w Poznaniu dwie niemieckie szkoły muzyczne „Volkmusikschule” (szkołę ludową) i „Gaumusikschule” (szkołę okręgową). Mimo narastającej represji, żaden z poznańskich pedagogów, w tym Maksymilian Kubacki, nie wyraził zgody na współpracę z okupantem. Musiał jednak pracować, by zapewnić rodzinie utrzymanie i otrzymać kartki żywnościowe. Podjął pracę urzędnika – tłumacza w Wydziale Rent Inwalidzkich w Poznaniu. Później został przeniesiony do Inowrocławia. W czasie wojny prowadził tajne nauczanie dla polskich dzieci z kilku rodzin.
Po wyzwoleniu Kubacki szybko znalazł się w grupie nauczycieli organizujących szkolnictwo w wyzwolonym Poznaniu. Jednak ze względów rodzinnych w 1945 przeniósł się do Czarnkowa nad Notecią.

## Praca i działalność muzyczna w Czarnkowie
W Czarnkowie wraz z teściem, prowadził rodzinną firmę: Sklep z porcelaną przy ul. Poznańskiej 13 i Skład żelaza i maszyn rolnych przy Rynku Zbożowym. W 1949 (po raz drugi w życiu) zdał maturę, tym razem handlową, bo bez niej, zgodnie z przepisami PRL, nie mógł zajmować się handlem.
Nie był to jednak czas na prowadzenie prywatnej działalności handlowej. Po częstych tak zwanych „kontrolach” UB, podczas których nie wolno było właścicielowi wejść do własnej firmy, okazywało się, że z półek i kasy „ubywało”. Było to celowe działanie państwa, które nieuchronnie prowadziło do likwidacji prywatnego handlu.
Po zamknięciu sklepu, który wydzierżawił Gminnej Spółdzielni, zakłada firmę zajmującą się elektryfikacją wsi. Po zelektryfikowaniu powiatu czarnkowskiego, GS proponuje mu utworzenie „Wiejskiego Domu Towarowego” w jego własnym budynku przy Rynku Zbożowym, oferując mu stanowiska kierownika. W handlu pracował do 1954.
Praca kupca nie dawała mu satysfakcji, dlatego równocześnie pracował, jako nauczyciel muzyki w miejscowym LO.
Od początku pobytu w Czarnkowie prowadził chóry. Pierwszym chórem, który prowadził w Czarnkowie był mieszany chór kościelny przy kolegiacie Świętej Marii Magdaleny (połowę stanowiły kobiety, połowę mężczyźni). Chór ten składał się z byłych chórzystów przedwojennego chóru „Harmonia” i śpiewał podczas sumy niedzielnej i w czasie świąt. Organista grał na organach, a Maksymilian dyrygował chórem. Kubacki wspominał, że najtrudniej mu było wyciszyć mocne soprany, zagłuszające innych. Ze względu na represje wobec Kościoła, chór śpiewał przez krótki okres.
W Czarnkowie powiększyła się rodzina Kubackich. Na świat przyszły dzieci: Barbara-Janina, Wojciech-Lubomir i Elżbieta-Cecylia. Umarła 7-letnia córka Bogumiła.
W 1954 decyzją władz Czarnkowa została powołana nowa placówka kulturalna w Czarnkowie – Powiatowy Dom Kultury. Kubacki został powołany na stanowisko kierownika Powiatowego Domu Kultury w Czarnkowie. W tym czasie rozwinął szeroką działalność kulturalno-społeczną. Przez 10 lat był członkiem Komisji Oświaty i Kultury przy Powiatowym Prezydium Rady Narodowej w Czarnkowie, skarbnikiem Powiatowego Komitetu Odbudowy Stolicy i Kraju, skarbnikiem Powiatowego Związku TPPR, przez 3 lata – prezesem Kolejowego Klubu Sportowego „Noteć”.
Praca zawodowa i liczne funkcje społeczne, jakie pełnił w Czarnkowie, nie wpłynęły na jego działania artystyczne. Cały czas był związany z muzyką. Zorganizował zespoły chóralne i muzyczne, docierając do wszystkich warstw społecznych miasta. Muzyką, talentem i niezwykłym taktem połączonym ze skromnością zjednoczył mieszkańców miasta.
Utworzył i prowadził Orkiestrę Symfoniczną przy Stoczni Rzecznej w Czarnkowie. Wobec nacisku władz utworzył chór składający się z funkcjonariuszy MO. W 1947 reaktywował w Czarnkowie przedwojenny chór męski „Harmonia”, którego wieloletnim prezesem przed wojną był jego teść Stanisław Grupiński.
Chór „Harmonia” pod jego kierownictwem stanowił chlubę miasta i powiatu. Był to chór męski, czterogłosowy, składający się z 60 śpiewaków, pochodzących głównie ze środowiska rzemieślniczego. W czasie 12-letniej działalności pod batutą Maksymiliana Kubackiego chór „Harmonia” występował na terenie całego kraju. Dokonał nagrań dla Rozgłośni Poznańskiej Polskiego Radia. Wśród nagranych utworów znalazły się między innymi: „Gaude Mater Polonia”, „Czy w rodzie, czy w sadzie” – St. Moniuszki, „Kołysanka” Maklakiewicza. Osobowość i duże umiejętności prowadzącego przyczyniły się do wielu sukcesów artystycznych chóru
Największym osiągnięciem chóru „Harmonia” było zajęcie I miejsca w Ogólnopolskim Przeglądzie Chórów Rzemieślniczych w Olsztynie w 1954 roku.

## Praca na Warmii i Mazurach
W 1954, po zajęciu I miejsca w przeglądzie chórów w Olsztynie, ówczesny Kurator Oświaty dostrzegając pasję muzyka, zaproponował M. Kubackiemu pracę na terenie Warmii i Mazur. Z propozycji skorzystał kilka lat później.
1 marca 1959 Maksymilian Kubacki podpisał umowę z Dyrektorką Liceum Pedagogicznego nr 2 w Bartoszycach, panią Barbarą Serkes i objął stanowisko nauczyciela wychowania muzycznego w pięcioletnim liceum pedagogicznym, przygotowującym nauczycieli do pracy w szkołach podstawowych. Prowadził lekcje muzyki z klasami polskimi „a” i „c” i z klasami ukraińskimi „b”. W ciągu tygodnia prowadził 42 godziny lekcyjne. Uczył w przeludnionych klasach gry na skrzypcach i dodatkowo prowadził chór.
Absolwenci liceum zapamiętali jego teorię, ze „człowiek nieposiadający słuchu muzycznego nie jest zdolny do pełnej percepcji otaczającej rzeczywistości”. Był zdolnym i pracowitym muzykiem. Opowiadał uczniom, jak z zacięciem godzinami ćwiczył na skrzypcach, gdy jego rówieśnicy grali w piłkę. Był nauczycielem wymagającym, ale wyrozumiałym, a nawet tolerancyjnym i dlatego uczniowie go lubili.
Równocześnie został powołany na wykładowcę Zaocznego Studium Nauczycielskiego w Olsztynie zorganizowanego przez Wojewódzki Zarząd Związku Nauczycielstwa Polskiego. W każdą sobotę i niedzielę prowadził zajęcia w Olsztynie. Ponieważ nie dostał mieszkania, przyjechał do Bartoszyc sam, bez rodziny. Zamieszkał w małym pokoiku na parterze budynku szkoły i obiady jadał w stołówce szkolnej.
Z dniem 1 września 1961 M. Kubacki został przeniesiony na stanowisko nauczyciela Studium Nauczycielskiego w Ostródzie z poleceniem zorganizowania wydziału wychowania muzycznego na tej uczelni.
Studium Nauczycielskie w Ostródzie przejęło dwupiętrowy budynek szkolny przy ul. Drwęckiej, a także część kadry nauczycielskiej z likwidowanego Liceum Pedagogicznego. Studium Nauczycielskie zajęło pierwsze i drugie piętro budynku, na parterze znajdowała się Szkoła Ćwiczeń.
W studium zostały utworzone dwa kierunki: wychowanie muzyczne i filologia rosyjska. Rok później został utworzony trzeci kierunek: wychowanie fizyczne. Kierownikiem wychowania muzycznego został Maksymilian Kubacki, dyrektorem Studium Nauczycielskiego był Jerzy Korkozowicz, kierownikiem filologii rosyjskiej – Borys Kondziero, kierownikiem wychowania fizycznego – Bogdan Spittal.
Na wydziale muzycznym najbliższymi współpracownikami Maksymiliana byli muzycy: Elżbieta Magrowska – Dodziuk, Natalia Kruszewska, Ligia Welc, Jadwiga Kubańska, Jan Dżundża-Dębski, Jan Martowicz, Kazimierz Zatorowski, Stanisław Kochanek, Zbigniew Król, a także wykładający psychologię Jerzy Gębura, pedagogikę Leszek Stankiewicz i filozofię Mieczysław Kaczyński.
M. Kubacki otrzymał mieszkanie przy ulicy Grunwaldzkiej i sprowadził rodzinę z Czarnkowa.
Pracę na wydziale muzycznym Kubacki rozpoczął od zakupu instrumentów, zgromadzenia biblioteki i wyposażenia izb lekcyjnych w infrastrukturę dydaktyczną. Uczył gry na skrzypcach, harmonii i metodyki wychowania muzycznego. W nowej placówce wykazał wysokie zdolności organizatorskie: stworzył na powierzonym mu wydziale atmosferę solidnej pracy i wzajemnego zaufania kadry i studentów. Wszystko to zaowocowało wysokim poziomem i notowaniami zespołów prowadzonych przez kierownika oraz studentów w uczelni i poza nią. W mieście i w terenie m.in. w Biesalu, Miłomłynie, Samborowie i Szyldaku rozwinął się muzyczny ruch amatorski. Działające w studium chóry, zespoły muzyczne i kabarety brały udział w licznych uroczystościach w uczelni, mieście i w terenie, m.in. chór pod batutą Kubackiego wystąpił w 1963 r. na otwarciu nowej siedziby Studium Nauczycielskiego w Olsztynie, kilka dni później Polskie Radio dokonało nagrań chóru.
Funkcję kierownika wydziału muzycznego pełnił do końca 1971, kiedy to wygasła działalność Studium Nauczycielskiego w Ostródzie.
Wydział wychowania muzycznego Studium Nauczycielskiego opuściło z dyplomem około sześciuset absolwentów – nauczycieli muzyki.
Od początku pobytu w Ostródzie wspierał działalność lokalnego Społecznego Ogniska Muzycznego, gdzie kierował do pracy najzdolniejszych swoich uczniów (M. Kiszko, Sł. Oleczek, R. Szurgot). W Ognisku Muzycznym uczył gry na skrzypcach i umuzykalnienia, a w czasach kryzysu placówki, społeczne pełnił funkcję dyrektora. W Ognisku Muzycznym pracował w latach 1961–1976.
Uczył również języka niemieckiego oficerów Wojska Polskiego w tutejszych jednostkach wojskowych i uczniów Liceum Ogólnokształcącego im. Jana Bażyńskiego i Technikum Ekonomicznego.
Po pełnej trudu pracy nauczycielskiej oddawał się wędkowaniu.
Imię Maksymiliana Kubackiego cieszy się dobrą sławą w dwóch regionach Polski. Osobowość Maksymiliana Kubackiego, jego sposób myślenia, takt i skromność, a także mówiona i pisana polszczyzna, do której przywiązywał dużą wagę, sprawiła, że koledzy nazywali go ENCYKLOPEDIĄ KULTURY.
Maksymilian Kubacki zmarł w Ostródzie 25 lutego 1984. Został pochowany na cmentarzu komunalnym przy ul. Spokojnej w Ostródzie.
W marcu 1995 powstało „Ostródzkie Towarzystwo Muzyczne im. Maksymiliana Kubackiego”, które krzewi jego idee, prowadząc Społeczną Szkołę Muzyczną I-go i II-go stopnia z uprawnieniami szkoły publicznej i Ognisko Muzyczne
Ostródzkie Towarzystwo Muzyczne im. Maksymiliana Kubackiego w Ostródzie, 1995.
W Wyższej Szkole Pedagogicznej w Olsztynie powstała w 1980 praca magisterska pt. „Działalność Maksymiliana Kubackiego na tle życia kulturalnego Ostródy w latach 1961–1971” napisana przez Magdalenę Chojnowską.

## Odznaczenia
- Złota Odznaka Związku Nauczycielstwa Polskiego za tajne nauczanie w czasie wojny
- Złota Odznaka Zasłużonych dla Warmii i Mazur
- Odznaka „Zasłużony Działacz Kultury”

## Kroniki, sprawozdania, dokumentacja
- Powiatowego Domu Kultury w Czarnkowie
- Studium Nauczycielskiego w Ostródzie
- Społecznego Ogniska Muzycznego w Ostródzie

- Archiwum domowe -dokumenty, zdjęcia, Klip wideo z Uroczystości 100-lecia Urodzin M. Kubackiego z sali ostródzkiego zamku 17 września 2008

## Wspomnienia
- Jerzy Korkozowicz „Ostatnie pożegnanie”, Halina Oleczek, Kazimiera i Stanisław Zielińscy,
- Zbigniew Połoniewicz „Profesor Maksymilian Kubacki. Wspomnienia absolwenta”, Antoni Czajkowski „Wspomnienia o profesorze” Jerzy Gębura „Anegdota o profesorze Kubackim”